# 迈克尔·杜瑞斯
迈克尔·杜瑞斯（Michael Dorris，1945年1月30日—1997年4月11日），印第安人和欧洲人的混血族裔。著名学者、作家。毕生致力于印第安文化的推行，其作品具有原鄉情懷以及對大自然的關愛，因此被視為美國原住民的代表作家。1967年毕业于乔治城大学，主修英国文学和古典文学，后到耶鲁大学就学并获得人类学学士学位。 1972年在达特默斯大学执教，并在该大学创立了美洲土族研究项目。1997年4月11日自杀身亡。

## 主要作品
- 《个人档案》（Paper Trail） ISBN 9780307456694
- 《森林少年》（Guests）ISBN 9780786813568
- 《劳动者》（Working Men）ISBN 9780446670197
- 《雲室》（Cloud Chamber）ISBN 9780684835358
- 《晨曦女孩》（Morning Girl）ISBN 9780786813582